# Lionel Belmore
Lionel Belmore (n. 12 mai 1867, Greater London, Anglia, Regatul Unit al Marii Britanii și Irlandei – d. 30 ianuarie 1953, Woodland Hills⁠(d), California, SUA) a fost un regizor și actor de scenă și film englez. În teatru, Belmore a apărut alături de Wilson Barrett, Henry Irving, William Faversham, Lillie Langtry și alți actori celebri. A intrat în cinematografie în 1911.